# 約束の旅 〜帰港〜
「約束の旅 〜帰港〜」（やくそくのたび 〜きこう〜）は、西城秀樹の56枚目のシングル。1986年12月5日にRCAから発売された。

## 解説
- アルバム『GENTLE・A MAN』収録曲の「帰港」をリメイクし、シングルカットしたものである。
- NHK朝の連続テレビ小説『都の風』の主題歌となった[2]。

## 収録曲
1. 約束の旅 〜帰港〜
作詞：森田由美／作曲・編曲：後藤次利
2. うたかたのリッツ
作詞：ちあき哲也／作曲・編曲：馬飼野康二